# Genac-Bignac
Genac-Bignac – gmina we Francji, w regionie Nowa Akwitania, w departamencie Charente. Została utworzona 1 stycznia 2016 roku z połączenia dwóch wcześniejszych gmin: Bignac oraz Genac. Siedzibą gminy została miejscowość Genac. W 2013 roku populacja wyżej wymienionych gmin wynosiła 975 mieszkańców.